# HD 116836
HD 116836，又名CD-48 8202，SAO 224149、HR 5061，是一颗恒星，视星等为6.31，位于銀經308.91，銀緯13.31，其B1900.0坐标为赤經13h 21m 4.2s，赤緯-48° 13.31′ 26″。